# カリフォルニア州最高裁判所
カリフォルニア州最高裁判所（カリフォルニアしゅうさいこうさいばんしょ、Supreme Court of California）は、カリフォルニア州における最上級かつ最終的な判断を行う裁判所。サンフランシスコのシビック・センターに位置し、ロサンゼルスとサクラメントでも審理が行われる。カリフォルニア州最高裁判所の判例は、他の全てのカリフォルニア州裁判所を拘束する。

## 判例
- 人民対フリーマン事件